# Eliane Rolim
Eliane Pontes Rolim (Rio de Janeiro, 10 de fevereiro de 1964) foi uma deputada federal brasileira, eleita pelo PT-RJ, com mandato entre 2011 e 2015, cuja posse se deu em 07 de fevereiro de 2011.

## Vida pessoal
Foi casada por 24 anos com o médico e ex-prefeito de Belford Roxo Alcides Rolim, com quem tem dois filhos.